# Alfred Tritschler

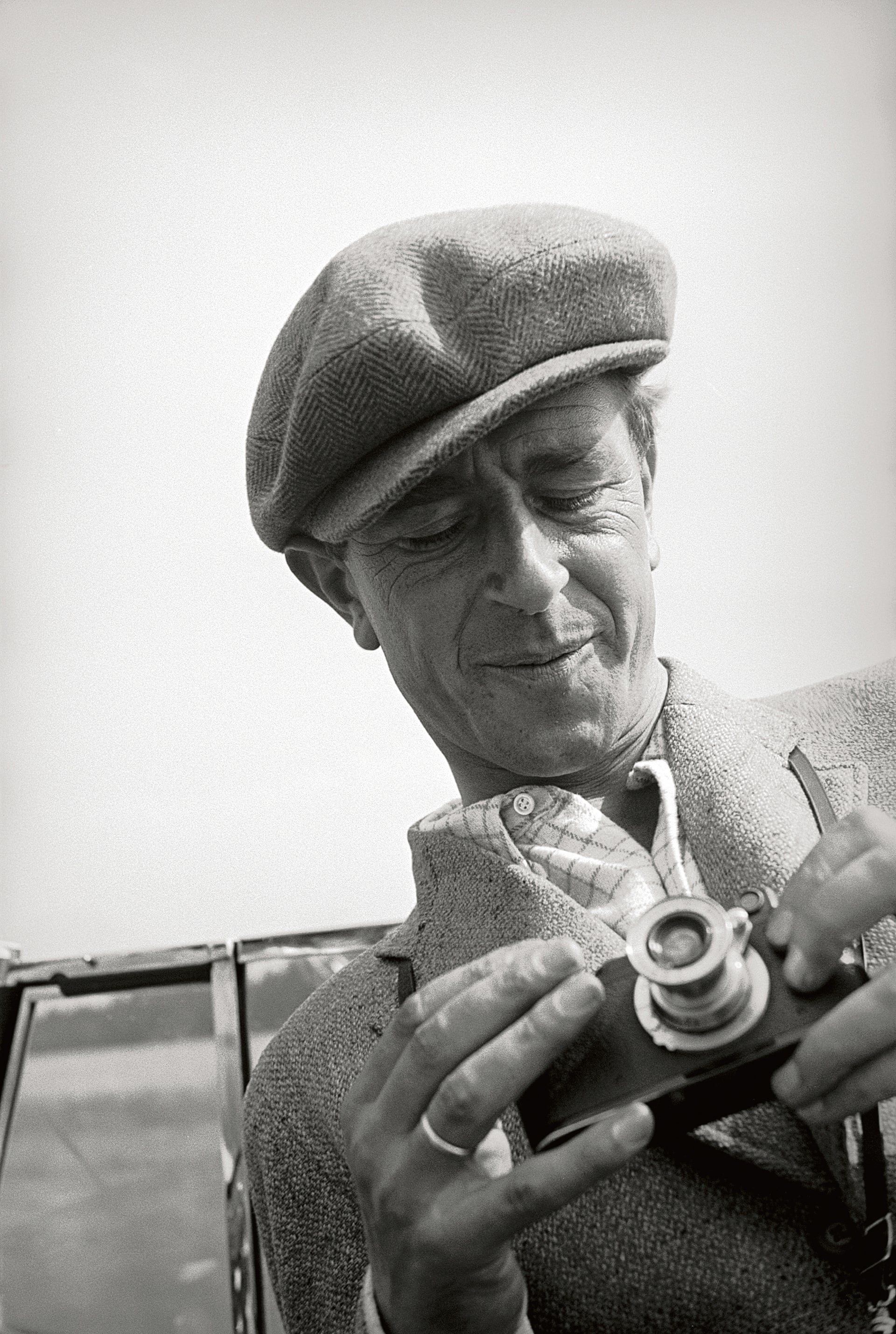
Alfred Tritschler mit einer Leica Kamera (1938)

Alfred Tritschler (* 12. Juni 1905 in Offenburg; † 31. Dezember 1970 in Offenberg im Bayerischen Wald) war ein deutscher Fotograf.

## Leben
Alfred Tritschler wurde als 5. Kind der Eheleute Monika und Otto Tritschler am 12. Juni 1905 geboren. Sein Vater war Kaufmann und führte in Offenburg ein bekanntes Feinkostgeschäft. Nach seiner Schulzeit, im April 1921, absolvierte er eine Fotografenlehre in seiner Heimatstadt Offenburg. 1924/25 besuchte er die Höhere Fachschule für Phototechnik in München und wurde anschließend zur UFA nach Babelsberg geholt. 1927 gründete Tritschler gemeinsam mit Paul Wolff die Fotoagentur Dr. Paul Wolff & Tritschler in Frankfurt am Main, die vor allem in den 1930er und 1940er Jahren zu den erfolgreichsten Bild-Agenturen Deutschlands gehörte. Besonders große Bedeutung hatte sie im Bereich der Industrie- und der Werbefotografie. 1935 wurde er Mitglied bei der Gesellschaft Deutscher Lichtbildner e.V. (GDL). 1936 war er als Bild-Reporter an Bord des Luftschiffs Hindenburg bei dessen erster Südamerika-Reise. Viele Aufnahmen bezeugen diese Reise von Friedrichshafen nach Rio de Janeiro und wieder zurück. Im gleichen Jahr fotografierten Alfred Tritschler und Dr. Paul Wolff die Olympischen Sommerspiele in Berlin. Bekannt wurden die Bilder durch die Buchveröffentlichung Was ich bei den Olympischen Spielen 1936 sah. Dieses Buch wurde in vier Sprachen gedruckt.
Alfred Tritschler und Paul Wolff befassten sich früh mit der damals neuen Farbfotografie. Während des Krieges arbeitete Tritschler als Kriegsberichterstatter einer Propagandakompanie. 1943 fotografierte er beispielsweise die so genannte „Batterie Lindemann“ am Atlantikwall. 1944 wurde das Haus von Alfred Tritschler in Frankfurt-Ginnheim durch einen Bombenangriff zerstört. Seine Frau Hägeli, die ihm bei etlichen Aufnahmeserien als Modell zur Verfügung stand, kam darin um.
Nach dem Tod von Paul Wolff im Jahre 1951 führte Tritschler die Bildagentur bis 1963 allein weiter. Im Juni 1963 schied er auf eigenen Wunsch aus der Firma aus. 1969 verlegte er seinen Wohnsitz von Frankfurt nach Offenberg/Wolfstein im Bayerischen Wald. Er starb in der Silvesternacht 1970. Das Archiv Dr. Paul Wolff & Tritschler umfasst heute den Zeitraum von 1927 bis 1970 und hat eine Negativbestand von ca. 500.000 Aufnahmen. Es befindet sich im Familienbesitz.

## Bildbände
- Paul Wolff: Meine Erfahrungen … farbig. Mit 53 Kleinbild-Farbaufnahmen von Paul Wolff, Alfred Tritschler und Rudolf Hermann. Frankfurt am Main 1936 (2. Aufl. 1948)
- Paul Wolff: Was ich bei den Olympischen Spielen 1936 sah. Berlin 1936
- Paul Wolff/Alfred Tritschler (Fotos)/Paul Georg Ehrhardt (Text): Arbeit. Berlin 1937
- Alfons Paquet (Text)/Paul Wolff/Alfred Tritschler (Fotos): Der Rhein. Vision und Wirklichkeit. Düsseldorf 1940
- Paul Wolff/Alfred Tritschler (Fotos)/Eberhard Beckmann (Text): Germany. A series of photos of the U.S.-Zone, its towns and villages, their past and present. Frankfurt am Main 1948 (2. Aufl. 1949)
- Adolf Reitz (Text)/Paul Wolff/Alfred Tritschler (Fotos): Vorstoß ins Unsichtbare. Ulm 1948
- Heinz Todtmann (Text)/Alfred Tritschler (Fotos): Kleiner Wagen in großer Fahrt. Ein Erlebnisbericht, Verlag Dr. Franz Burda, Offenburg 1949
- Erich Walch (Text)/Paul Wolff/Alfred Tritschler (Fotos): Schönheit am Wege. Heering-Verlag, Seebruck am Chiemsee 1949
- Paul Wolff/Alfred Tritschler/Hans Saebens u. a. (Fotos)/Eberhard Beckmann/Harald Busch (Texte): Deutschland: Süden, Westen, Norden. Ein Bildband von deutscher Landschaft, ihren Städten, Dörfern und Menschen. Frankfurt am Main 1950
- Hermann Schnitzler (Text)/Alfred Tritschler (Fotos): Der Dom zu Aachen. Düsseldorf 1950
- Heinrich Hauser (Text)/Alfred Tritschler (Fotos): Tochter Europas Düsseldorf. Düsseldorf 1951
- Heinrich Hauser (Text)/Alfred Tritschler (Fotos): Unser Schicksal: die deutsche Industrie. München 1952
- Heinz Todtmann (Text)/Alfred Tritschler (Fotos): Die Industrie der Zauberer. München 1952
- Eberhard Schulz (Text)/Alfred Tritschler (Fotos): Das goldene Dach. München 1952
- Helmut Alt (Text)/Alfred Tritschler (Fotos): Schwarzes Brot. Dem Eschweiler Bergwerks-Verein zu seinem 120. Geburtstag. München 1958
- Alfred Tritschler: Bergleute. Menschen und Schicksale beim Eschweiler Bergwerks-Verein. München 1961
- Alfred Tritschler: Dampflokomotivbau: Fotografien der Baureihe 50. Köln 1997
- Dr. C.T. Wiskott (Text) / Paul Wolff/Alfred Tritschler (Fotos): Griechenland im Auto erlebt, mit 80 Aufnahmen. München 1936